# チヤペルブラムプトン
チヤペルブラムプトン (Chapel Brampton、1912年 - 1934年12月1日) とはイギリス産の競走馬、種牡馬である。読みはチャペルブラムプトン。名前の由来はイギリスのノーサンプトンシャー州ダヴェントリーにある村落（en:Chapel Brampton）。下総御料牧場が購入、種牡馬として日本に輸入され、昭和初期に産駒が活躍。おもに牝馬を通じてのちの日本の競馬に影響を残した。

## 経歴
父Beppoは二流馬だったが、種牡馬としては当時すでに大レースの勝ち馬を輩出していた。牝系は競馬史に残る大繁殖牝馬・Pochahontasにさかのぼる由緒ある血統であった。輸入後は下総御料牧場で繋養され、全国各地の帝室御賞典勝ち馬を17頭輩出。少なくとも1930年にリーディングサイアーとなっている。
輸入種牡馬全盛の時代ゆえ、有力な後継種牡馬は現れなかったが、ブルードメアサイアーとしては、小岩井農場の基礎輸入牝馬の牝系に属する繁殖牝馬から多数の活躍馬を輩出した。ビューチフルドリーマー系出身で代表産駒でもあるアストラルからは、内国産種牡馬としても活躍したカブトヤマ、その弟ガヴアナーの2頭の東京優駿大競走勝ち馬と、帝室御賞典（秋）勝ち馬のロッキーモアーの三兄弟が誕生。アストニシメントの牝系に属する賢藤からは、史上唯一の変則三冠を達成するなど11戦無敗の名牝クリフジ、その全兄で帝室御賞典勝ち馬のリヨウゴクと帝室御賞典（秋）を制したハツピーマイトの三兄妹を送り出した。フラストレート系からも東京優駿競走を勝ったイエリユウが出ている。
牝系に本馬の名を残す活躍馬には、アストラルの子孫にニッポーテイオーとタレンティドガールの兄妹、タケフブキとタケホープの姉弟、ビクトリアクラウンなどがいる。また、サラブレッド系種のミラを祖母に持つ竜玉の子孫から、シーエース、ランドプリンス、ヒカルイマイといった活躍馬が輩出されている。

### 代表産駒
- トニー（帝室御賞典・横浜）[4]
- チヤペル（帝室御賞典・福島、連合二哩・阪神）[4][5]
- アストラル（帝室御賞典・東京、濠抽混合）[6][7]
- スズカゼ（帝室御賞典・阪神）[6]
- プリモス（帝室御賞典・横浜）[6]
- ウヰンナー（帝室御賞典・東京、連合二哩・東京）[6][8]
- キタノホシ（帝室御賞典・東京、横浜特別）[9][10]
- オールマイン（帝室御賞典・阪神、濠抽混合）[9][7]
- ケンシユン（帝室御賞典・横浜、横浜特別）[9][10]
- ワカクサ（帝室御賞典・横浜、連合二哩・東京）[11][8]
- ハツピーチヤペル（帝室御賞典・東京、農林省賞典・東京）[11][8]
- ヤマヤス（帝室御賞典・横浜、目黒記念・秋、農林省賞典・阪神）[11][12][13]
- ハクヨシ（帝室御賞典・横浜、横浜特別）[11][10]
- アスコツト（帝室御賞典・東京、目黒記念・春、農林省賞典・阪神、横浜特別、中山四千米）[11][12][13][10][14]
- レツドサンド（帝室御賞典・東京、中山四歳馬特別）[11][14]
- ライリキ（帝室御賞典・函館）[15]
- ナンコウ（帝室御賞典・小倉）[15]
- クモカゼ（連合二哩・東京、濠抽混合）[8][7]
- ケンキン（連合二哩・東京、濠抽混合、内国産馬）[8][7][14]
- ニツポン（横浜特別）[10]
- ウエツトチヤペル（横浜特別、福島特別）[10][16]
- ライリキ（横浜特別）[10]
- ナンコウ（横浜特別）[17]
- ハクシユン（牝馬連合）[18]
- ケンシク（牝馬連合）[18]
- ヤマミチ（中山秋季特別）[14]
- トロフイーウインナー（札幌特別）[16]
- ボニーチヤペル（札幌特別）[16]

### 母の父としての代表産駒
- カブトヤマ（東京優駿大競走）
- ガヴアナー（東京優駿大競走）
- イエリユウ（東京優駿競走）
- クリフジ（東京優駿競走、阪神優駿牝馬、京都農商省賞典4歳呼馬）
- ロツキーモアー（帝室御賞典・秋）
- ハツピーマイト（帝室御賞典・秋）
- フソウ（農林省賞典障碍・春）
- スタミナ（中山農林省賞典障碍・秋）

## 血統表
| チヤペルブラムプトンの血統（マッチェム系 / St.Simon 4×4=12.50%、Stockwell 5x5=6.25%） | チヤペルブラムプトンの血統（マッチェム系 / St.Simon 4×4=12.50%、Stockwell 5x5=6.25%） | チヤペルブラムプトンの血統（マッチェム系 / St.Simon 4×4=12.50%、Stockwell 5x5=6.25%） | （血統表の出典）  | （血統表の出典） |
| 父 Beppo 1903 黒鹿毛                                                                  | 父の父Marco 1892 栗毛                                                                 | Barcaldine 1878 鹿毛                                                                  | Solon             | Solon            |
| 父 Beppo 1903 黒鹿毛                                                                  | 父の父Marco 1892 栗毛                                                                 | Barcaldine 1878 鹿毛                                                                  | Ballyroe          |                  |
| 父 Beppo 1903 黒鹿毛                                                                  | 父の父Marco 1892 栗毛                                                                 | Novitiate 1882 鹿毛                                                                   | Hermit            | Hermit           |
| 父 Beppo 1903 黒鹿毛                                                                  | 父の父Marco 1892 栗毛                                                                 | Novitiate 1882 鹿毛                                                                   | Retty             |                  |
| 父 Beppo 1903 黒鹿毛                                                                  | 父の母Pitti 1898 鹿毛                                                                 | St.Frusquin 1893 鹿毛                                                                 | St.Simon          | St.Simon         |
| 父 Beppo 1903 黒鹿毛                                                                  | 父の母Pitti 1898 鹿毛                                                                 | St.Frusquin 1893 鹿毛                                                                 | Isabel            |                  |
| 父 Beppo 1903 黒鹿毛                                                                  | 父の母Pitti 1898 鹿毛                                                                 | Florence 1880 鹿毛                                                                    | Wisdom            | Wisdom           |
| 父 Beppo 1903 黒鹿毛                                                                  | 父の母Pitti 1898 鹿毛                                                                 | Florence 1880 鹿毛                                                                    | Enigma            |                  |
| 母 Mesquite 1904                                                                      | 母の父Sainfoin 1887 栗毛                                                              | Springfield 1873 鹿                                                                   | St.Albans         | St.Albans        |
| 母 Mesquite 1904                                                                      | 母の父Sainfoin 1887 栗毛                                                              | Springfield 1873 鹿                                                                   | Viridis           |                  |
| 母 Mesquite 1904                                                                      | 母の父Sainfoin 1887 栗毛                                                              | Sanda 1878 栗                                                                         | Wenrock           | Wenrock          |
| 母 Mesquite 1904                                                                      | 母の父Sainfoin 1887 栗毛                                                              | Sanda 1878 栗                                                                         | Sandal            |                  |
| 母 Mesquite 1904                                                                      | 母の母St.Silava 1897 鹿毛                                                             | St.Serf 1887 鹿                                                                       | St.Simon          | St.Simon         |
| 母 Mesquite 1904                                                                      | 母の母St.Silava 1897 鹿毛                                                             | St.Serf 1887 鹿                                                                       | Feronia           |                  |
| 母 Mesquite 1904                                                                      | 母の母St.Silava 1897 鹿毛                                                             | Golden Iris 1891 栗                                                                   | Bend Or           | Bend Or          |
| 母 Mesquite 1904                                                                      | 母の母St.Silava 1897 鹿毛                                                             | Golden Iris 1891 栗                                                                   | Gardenia F-No.3-n |                  |

- 父Beppoは重賞を2勝したものの大レースには手が届かなかった。種牡馬となってからはミドルパークステークス、チャンピオンステークスを勝った強豪だが原因不明の病気で現役中に死亡したPicaroon、オークス勝ち馬My Dear、ゴールドカップを勝ったAleppoなどを輩出して一定の成功を収めた。父系としてはすでに途絶えているが、その父Marcoから孫のHurry Onへと経るラインが21世紀に入ってもわずかながら存続している。
- 5代母AraucariaはPochahontasの末子。現役時は1勝に終わったが、母としては大レースを勝ちまくった名馬で、フランス産馬として初の北米リーディングサイアーとなったRayon d'Orを生んだ。